# Wind it up
«Wind It Up» es el primer sencillo del álbum de estudio The Sweet Escape de Gwen Stefani, lanzado durante el último cuarto del 2006.
Escrita por Gwen Stefani y Pharrell, originalmente para incluirla en el Harajuku Lovers Tour 2005. Debido a su favorable recepción, la canción fue regrabada para incluirla en The Sweet Escape, el segundo álbum solista de Gwen Stefani.

## Información de la canción
La canción incluye referencias hacia la marca de ropa L.A.M.B., la cual es propiedad de Stefani. Incluye fragmentos de "yodles" y un extracto de la canción "The Lonely Goatherd", la cual es utilizada en la obra musical The Sound of Music de 1965. Gwen Stefani llega a las posiciones como más alta 2 en el TRL estrenándose en el lugar número 6. En Argentina Wind It Up se encuentra en la posición #1 dentro del Top 20 Por 4 ocasiones seguidas MTV.

## Video musical
El video musical fue dirigido por Sophie Muller y filmado en Chicago EE. UU.. Fue estrenado el 10 de noviembre de 2006 en la cadena de televisión musical MTV, en su programa TRL, la semblanza del video muestra a Gwen disfrazada de monja, después aparece agarrando unas telas para después convertirlas en vestimenta. Video inspirado en la película The Sound of Music y también cuenta con una versión en vivo que fue trasmitida por Yahoo y que también forma parte del DVD de su concierto Harajuku Lovers Live que salió a la venta el mismo día que su nueva producción The Sweet Escape, el 5 de diciembre de 2006.

## Lista de canciones y formatos
- Vinyl de 12

1. «Wind It Up»
2. «Wind It Up» - Mezcla original de The Neptunes
3. «Wind It Up» - instrumental

- Vinyl de 12 en Europa

1. «Wind It Up»
2. «Wind It Up» - Mezcla original de The Neptunes
3. «Wind It Up» - Instrumental
4. «Wind It Up» - Mezcla original de The Neptunes en instrumental

- Sencillo en CD en Europa

1. «Wind It Up»
2. «Wind It Up» - Mezcla original de The Neptunes

## Posicionamientos
| Listas (2006 - 2007)            | Mayor posición |
| ------------------------------- | -------------- |
| Costa Rica                      | 1 (1 sem)      |
| Nueva Zelanda                   | 1 (2 sem)      |
| Cordero 100 Dance Singles Chart | 3              |
| Reino Unido                     | 3              |
| Dutch Top 40                    | 4              |
| Australia                       | 5              |
| Estados Unidos                  | 6              |
| Noruega                         | 7              |
| Bélgica                         | 8              |
| UWC                             | 8              |
| Irish Singles Chart             | 10             |
| Francia                         | 12             |
| Romania                         | 12             |
| Swiss Singles Chart             | 14             |
| Alemania                        | 21             |

## Posiciones de fin de año

### 2006
| \| País (2006) \| Year's End Peak \| \| -------------------------- \| --------------- \| \| Australia Urban Singles \| 27[1] \| \| Australia Singles Chart \| 67[2] \| \| Australia Physical Singles \| 84[3] \| |                 |
| País (2006) | Year's End Peak |
| Australia Urban Singles | 27              |
| Australia Singles Chart | 67              |
| Australia Physical Singles | 84              |